# Pat Jennings
Patrick Anthony "Pat" Jennings (født 12. juni 1945 i Newry, Nordirland) er en tidligere nordirsk fodboldspiller, der spillede som målmand hos de engelske klubber Watford F.C., Tottenham Hotspur og Arsenal F.C. Han var desuden i mere end to årtier en bærende kraft på det nordirske landshold. Han blev i 1976 kåret til PFA Player of the Year i engelsk fodbold.
Med Tottenham Hotspur vandt Jennings i 1967 FA Cuppen, og både i 1971 og 1973 Liga Cuppen. Kronen på værket var en sejr i UEFA Cuppen i 1972. Efter skiftet til Tottenhams ærkerivaler Arsenal F.C. var han her med til at vinde FA Cuppen i 1979.

## Landshold
Jennings nåede gennem sin karriere at spille hele 119 kampe for Nordirlands landshold, som han repræsenterede i hele 22 år mellem 1964 og 1986. Han var blandt andet en del af den nordirske trup til VM i 1982 og VM i 1986.

## Titler
FA Cup
- 1967 med Tottenham Hotspur
- 1979 med Arsenal F.C.

Liga Cup
- 1971 og 1973 med Tottenham Hotspur

UEFA Cup
- 1972 med Tottenham Hotspur